# Aguas residuales

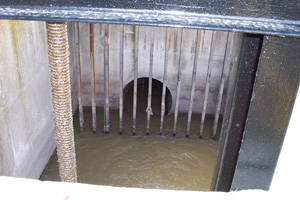
Aguas residuales en una estación depuradora de aguas residuales.

Las aguas residuales o llamadas también aguas servidas son cualquier tipo de agua cuya calidad se vio afectada negativamente por influencia antropogénica. Las aguas residuales incluyen las aguas usadas, domésticas, urbanas y los residuos líquidos industriales o mineros eliminados, o las aguas que se mezclaron con las anteriores (aguas pluviales o naturales). Su importancia es tal que requiere sistemas de canalización, tratamiento y desalojo. Su tratamiento nulo o indebido genera graves problemas de contaminación.La FAO define aguas residuales como:

Agua que no tiene valor inmediato para el fin para el que se utilizó ni para el propósito para el que se produjo debido a su calidad, cantidad o al momento en que se dispone de ella. No obstante, las aguas residuales de un usuario pueden servir de suministro para otro usuario en otro lugar. Las aguas de refrigeración no se consideran aguas residuales.
FAO

Las aguas residuales urbanas deben conducirse por una red de saneamiento (alcantarillado) y ser tratadas en estaciones depuradoras de aguas residuales (EDAR) para su depuración antes de su vertido en el ambiente, aunque en un 80 % de los casos en el mundo no es así. Las aguas residuales generadas en áreas o viviendas sin acceso a una red de saneamiento centralizada se tratan en el mismo lugar, generalmente en fosas sépticas, y más raramente en campos de drenaje séptico, y a veces con biofiltros.

## Aguas usadas
A las aguas residuales de origen doméstico también se les llama aguas servidas, fecales o cloacales. Son residuales, habiendo sido usada el agua, constituyen un residuo, algo que no sirve para el usuario directo; y cloacales porque son transportadas mediante cloacas (del latín cloaca, ‘colector’), nombre que se le da habitualmente al colector. En algunas redes de saneamiento se mezclan con las aguas de lluvia y las infiltraciones de agua del terreno.
Las aguas usadas reciben el nombre de aguas negras cuando están contaminadas con heces.

## Características de las aguas residuales
Todas las aguas naturales contienen cantidades variables de otras sustancias en concentraciones que varían de unos pocos mg/litro en el agua de lluvia a cerca de 35 mg/L (miligramos por litro) en el agua de mar. A esto hay que añadir, en las aguas residuales, las impurezas procedentes del proceso productor de desechos, que son los propiamente llamados vertidos. Las aguas residuales pueden estar contaminadas por desechos urbanos o bien proceder de los variados procesos industriales, incluso de actividades de laboratorios universitarios.
Por su estado físico se puede distinguir:
- Fracción suspendida.
- Fracción coloidal.
- Fracción soluble.

La fracción coloidal y la fracción suspendida se agrupan en el ensayo de sólidos suspendidos totales (SST)

### Sustancias químicas (composición)
Las aguas servidas están formadas por un 99 % de agua y un 1 % de sólidos en suspensión y solución. Estos sólidos pueden clasificarse en orgánicos e inorgánicos.
- Los sólidos inorgánicos están formados principalmente por nitrógeno, fósforo, cloruros, sulfatos, carbonatos, bicarbonatos y algunas sustancias tóxicas como arsénico, cianuro, cadmio, cromo, cobre, mercurio, plomo y zinc. Existen estudios experimentales orientados a remover estos estos sólidos inogánicos.[4]
- Los sólidos orgánicos se pueden clasificar en nitrogenados y no nitrogenados. Los nitrogenados, es decir, los que contienen nitrógeno en su molécula, son proteínas, ureas, aminas y aminoácidos. Los no nitrogenados son principalmente celulosa, grasas y jabones.(lubricantes)
- La concentración de materiales orgánicos en el agua se determina a través de la DBO5, la cual mide material orgánico carbonáceo principalmente, mientras que la DBO20 mide material orgánico carbonáceo y nitrogenado DBO2.
- Aniones y cationes inorgánicos y compuestos orgánicos

### Características bacteriológicas
Una de las razones más importantes para tratar las aguas residuales o servidas es la eliminación de todos los agentes patógenos de origen humano presentes en las excretas con el propósito de evitar una contaminación biológica al cortar el ciclo epidemiológico de transmisión. Estos son, entre otros:
- Coliformes totales
- Coliformes fecales
- Salmonella
- Virus

### Materia en suspensión y materia disuelta
A efectos del tratamiento, la gran división es entre materia en suspensión y materia disuelta.
- La materia en suspensión se separa por tratamientos fisicoquímicos, variantes de la sedimentación y filtración. En el caso de la materia suspendida sólida se trata de separaciones sólido-líquido por gravedad o medios filtrantes y, en el caso de la materia aceitosa, se emplea la separación L-L, habitualmente por flotación.
- La materia disuelta puede ser orgánica, en cuyo caso el método más extendido es su insolubilización como material celular (y se convierte en un caso de separación S-L) o inorgánica, en cuyo caso se deben emplear caros tratamientos fisicoquímicos como la ósmosis inversa.

Los diferentes métodos de tratamiento atienden al tipo de contaminación: para la materia en suspensión, tanto orgánica como inorgánica, se emplea la sedimentación y la filtración en todas sus variantes. Para la materia disuelta se emplean los tratamientos biológicos (a veces la oxidación química) si es orgánica, o los métodos de membranas, como la ósmosis, si es inorgánica.

### Principales parámetros
Los parámetros característicos, mencionados en la Directiva Europea, son:
- temperatura
- pH
- sólidos en suspensión totales (SST) o
- materia orgánica valorada como DQO y DBO (a veces TOC)
- nitrógeno total Kjeldahl (NTK)
- nitrógeno amoniacal y nitratos

También hay otros parámetros a tener en cuenta, como fósforo total, nitritos, sulfuros, sólidos disueltos.

## Influencias en el medio receptor
Definición de contaminación según el Reglamento del Dominio Público Hidráulico: Se entiende por contaminación, a los efectos de la Ley de Aguas, la acción y el efecto de introducir materias o formas de energía, o inducir condiciones en el agua que, de modo directo o indirecto, impliquen una alteración perjudicial de su calidad en relación con los usos posteriores o con su función ecológica.
1. Vertido de sustancias orgánicas degradables: producen una disminución del oxígeno disuelto, ya que los microorganismos que degradan la materia orgánica consumen oxígeno para su oxidación. Si la demanda de oxígeno es superior a la aireación por disolución de oxígeno atmosférico, se puede llegar a un ciclo anaerobio: se consume oxígeno combinado en lugar de molecular, creándose un ambiente reductor, con la aparición de amoníaco, nitrógeno y ácido sulfhídrico, y la reducción de sulfatos a sulfuros; el agua se torna oscura, de olor desagradable y con gérmenes patógenos.
2. Incorporación de compuestos tóxicos, tanto orgánicos como inorgánicos. Eliminan los organismos depuradores, o bien inhiben su desarrollo impidiendo reacciones enzimáticas. Intoxican también a varios niveles de la cadena trófica, desde microorganismos hasta animales superiores.
3. Incorporación de materia en suspensión, que reduce la entrada de luz y atasca los órganos respiratorios y filtradores de muchos animales.
4. Alteración del equilibrio salino (balance en sodio, calcio, etc.) y del pH.

## Análisis más frecuentes para aguas residuales

### Determinación de sólidos totales

#### Método
1. Evaporar al baño María 100 mL (mililitros) de agua bruta tamizada.
2. Introducir el residuo en la estufa y mantenerlo a 105 °C (grados Celsius) durante 2 horas.
3. Pasarlo al desecador y dejar que se enfríe.
4. Pesar. Sea Y el peso del extracto seco a 105 °C
5. Calcinar en un horno a 525 ± 25 °C durante 2 horas.
6. Dejar que se enfríe en el desecador.
7. Pesar. Sea Y´ el peso del residuo calcinado.
8. Cálculos.

Peso de la fracción orgánica de los sólidos totales de la muestra= Y-Y´, siendo Y el peso de las materias totales de la muestra e Y’ el peso de la fracción mineral de las materias totales de la muestra.

### Determinación de la DBO
La demanda biológica de oxígeno (DBO), es un parámetro que mide la cantidad de materia susceptible de ser consumida u oxidada por medios biológicos que contiene una muestra líquida, disuelta o en suspensión. Se utiliza para medir el grado de contaminación, normalmente se mide transcurridos cinco días de reacción (DBO5), y se expresa en miligramos de oxígeno diatómico por litro (mgO2/l). El método de ensayo se basa en medir el oxígeno consumido por una población microbiana en condiciones en las que se han inhibido los procesos fotosintéticos de producción de oxígeno en condiciones que favorecen el desarrollo de los microorganismos. Es un método que constituye un medio válido para el estudio de los fenómenos naturales de destrucción de la materia orgánica, representando la cantidad de oxígeno consumido por los gérmenes aerobios para asegurar la descomposición, dentro de condiciones bien especificadas, de las materias orgánicas contenidas en el agua a analizar.
El método pretende medir, en principio, exclusivamente la concentración de contaminantes orgánicos. Sin embargo, la oxidación de la materia orgánica no es la única causa del fenómeno, sino que también intervienen la oxidación de nitritos y de las sales amoniacales, susceptibles de ser también oxidadas por las bacterias en disolución. Para evitar este hecho, se añade N-aliltiourea como inhibidor. Además, influyen las necesidades de oxígeno originadas por los fenómenos de asimilación y de formación de nuevas células.

### Determinación de la DQO
La demanda química de oxígeno (DQO) es un parámetro que mide la cantidad de materia orgánica susceptible de ser oxidada por medios químicos que hay en una muestra líquida. Se utiliza para medir el grado de contaminación y se expresa en miligramos de oxígeno diatómico por litro (mg O2/l). Aunque este método pretende medir exclusivamente la concentración de materia orgánica, puede sufrir interferencias por la presencia de sustancias inorgánicas susceptibles de ser oxidadas (sulfuros, sulfitos, yoduros, etc.).
La DQO está en función de las características de las materias presentes, de sus proporciones respectivas, de las posibilidades de oxidación, etc. Por eso, la obtención de los resultados y su interpretación no serán satisfactorios más que en condiciones metodológicas bien definidas y estrictamente respetadas.

## Tratamiento del agua residual
Toda agua servida o residual debe ser tratada, tanto para proteger la salud pública como para preservar el medio ambiente. Antes de tratar cualquier agua servida se debe conocer su composición. Esto es lo que se llama caracterización del agua. Permite conocer qué elementos químicos y biológicos están presentes y da la información necesaria para que los ingenieros expertos en tratamiento de aguas puedan diseñar una planta apropiada al agua servida que se está produciendo.
Una Estación depuradora de aguas residuales tiene la función de eliminar toda contaminación química y bacteriológica del agua que pueda ser nociva para los seres humanos, la flora y la fauna, de manera que se pueda devolver el agua al medio ambiente en condiciones adecuadas. El proceso, además, debe ser optimizado de manera que la planta no produzca olores ofensivos hacia la comunidad en la cual está inserta. Una planta de aguas servidas bien operada debe eliminar al menos un 90 % de la materia orgánica y de los microorganismos patógenos presentes en ella. Las aguas residuales también provienen de laboratorios químicos (universitarios), algunos de los contaminantes son: plomo y cadmio.
La etapa primaria elimina el 60 % de los sólidos suspendidos y un 35 % de la DBO. La etapa secundaria, en cambio, elimina el 30 % de los sólidos suspendidos y un 55 % de la DBO.

### Etapas del tratamiento del agua residual
El proceso de tratamiento del agua residual se puede dividir en cuatro etapas: pretratamiento, primaria, secundaria y terciaria. Algunos autores llaman a las etapas preliminar y primaria unidas como etapa primaria.

#### Etapa preliminar
La etapa preliminar debe cumplir dos funciones:
1. Medir y regular el caudal de agua que llega a la planta
2. Extraer los sólidos flotantes grandes y la arena (a veces, también la grasa).

Normalmente las plantas están diseñadas para tratar un volumen de agua constante, por lo que debe adaptarse a que el caudal de las aguas residuales producido por una comunidad no es constante. Hay horas, generalmente durante el día, en las que el volumen de agua producida es mayor, por lo que deben instalarse sistemas de regulación en la entrada de la planta de forma que el caudal que circule por el sistema de tratamiento sea uniforme.
Asimismo, en la entrada de la planta es necesario filtrar el agua que llega, separando de ella sólidos y grasas para que el proceso pueda efectuarse normalmente. Los dispositivos encargados de esta función consisten en «rejillas», «tamices», «trituradores» (a veces), desgrasadores y desarenadores. En esta etapa también se puede realizar la preaireación, cuyas funciones son:
- a) eliminar los compuestos volátiles presentes en el agua servida, que se caracterizan por ser malolientes, y
- b) aumentar el contenido de oxígeno del agua, lo que ayuda a la disminución de la producción de malos olores en las etapas siguientes del proceso de tratamiento.

#### Etapa primaria

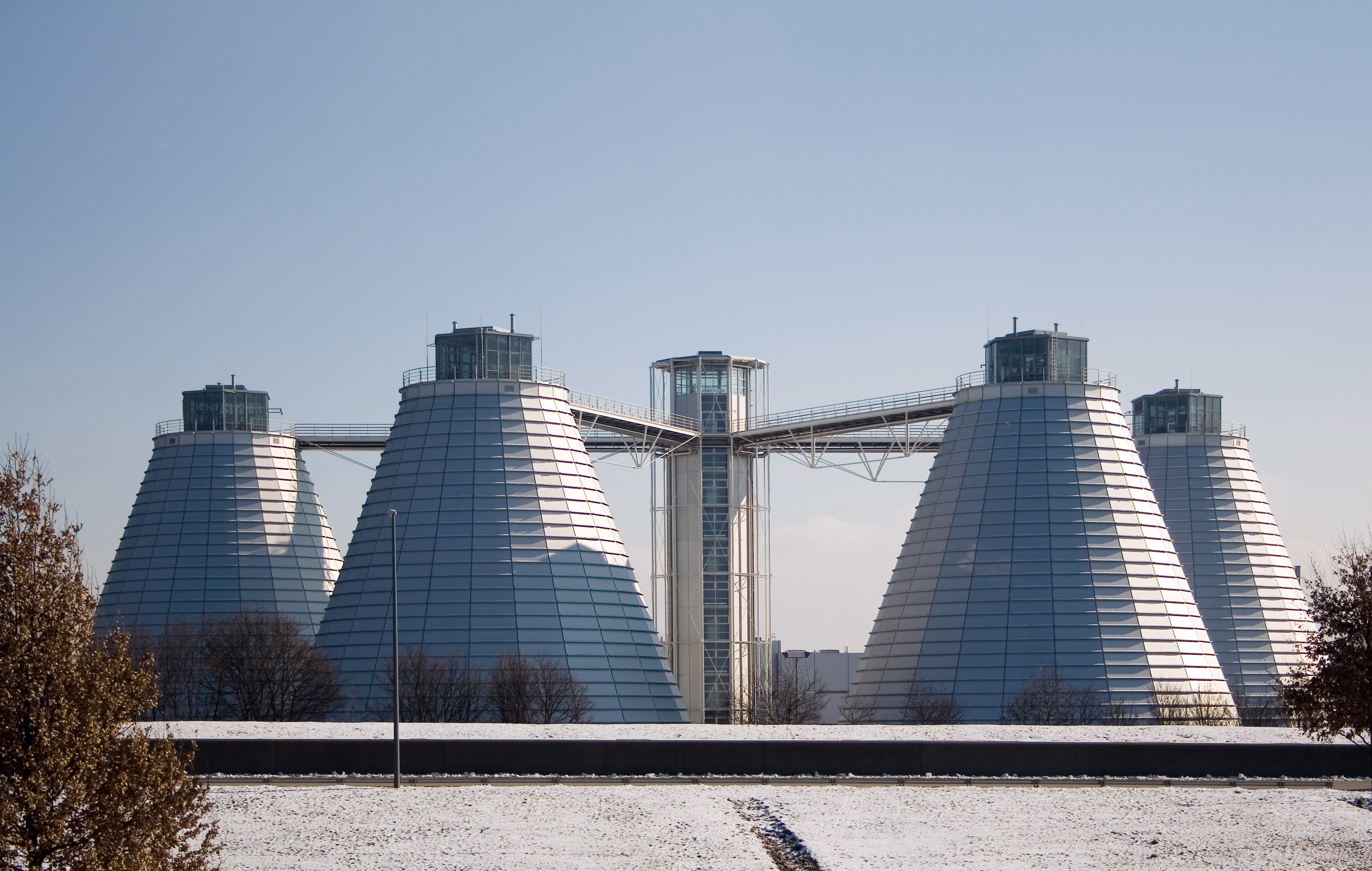
Planta de tratamiento de aguas residuales de Múnich (Alemania).

Tiene como objetivo eliminar los sólidos en suspensión por medio de un proceso de sedimentación simple por gravedad o asistida por coagulantes y floculantes. Así, para completar este proceso se pueden agregar compuestos químicos (sales de hierro, aluminio y polielectrolitos floculantes) con el objeto de precipitar el fósforo, los sólidos en suspensión muy finos o aquellos en estado de coloide.
Las estructuras encargadas de esta función son los «estanques de sedimentación primarios» o «clarificadores primarios». Habitualmente están diseñados para suprimir aquellas partículas que tienen «tasas de sedimentación» de 0,3 a 0,7 mm/s (milímetros por segundo). Asimismo, el «período de retención» es normalmente corto, 1 a 2 h (horas). Con estos parámetros, la profundidad del estanque fluctúa entre 2 y 5 m (metros).
En esta etapa se elimina por precipitación alrededor del 60 al 70 % de los sólidos en suspensión. En la mayoría de las plantas existen varios sedimentadores primarios y su forma puede ser circular, cuadrada a rectangular.

#### Etapa secundaria
Tiene como objetivo eliminar la materia orgánica en disolución y en estado coloidal mediante un proceso de oxidación de naturaleza biológica seguido de sedimentación. Este proceso biológico es un «proceso natural controlado» en el cual participan los microorganismos presentes en el agua residual, y que se desarrollan en un reactor o cuba de aireación, más los que se desarrollan, en menor medida en el decantador secundario. Estos microorganismos, principalmente bacterias, se alimentan de los sólidos en suspensión y estado coloidal produciendo en su degradación anhídrido carbónico y agua, originándose una biomasa bacteriana que precipita en el «decantador secundario». Así, el agua queda limpia a cambio de producirse unos fangos para los que hay que buscar un medio de eliminarlos.
En el decantador secundario, hay un flujo tranquilo de agua, de forma que la biomasa, es decir, los flóculos bacterianos producidos en el reactor, sedimentan. El sedimento que se produce y que, como se dijo, está formado fundamentalmente por bacterias, se denomina fango activo.
Los microorganismos del reactor aireado pueden estar en suspensión en el agua («procesos de crecimiento suspendido» o fangos activados), adheridos a un medio de suspensión («procesos de crecimiento adherido») o distribuidos en un sistema mixto («procesos de crecimiento mixto»).
Las estructuras usadas para el tratamiento secundario incluyen «filtros de arena intermitentes», «filtros percoladores», «contactores biológicos rotatorios», «lechos fluidizados», «estanques de fangos activos», «lagunas de estabilización u oxidación» y «sistemas de digestión de fangos».

#### Etapa terciaria
Tiene como objetivo suprimir algunos contaminantes específicos presentes en el agua residual tales como los fosfatos que provienen del uso de detergentes domésticos e industriales y cuya descarga en cursos de agua favorece la eutrofización, es decir, un desarrollo incontrolado y acelerado de la vegetación acuática que agota el oxígeno, y mata la fauna existente en la zona. No todas las plantas tienen esta etapa ya que dependerá de la composición del agua residual y el destino que se le dará.

### Principales pasos del tratamiento de aguas residuales

#### Desinfección
Las aguas servidas tratadas normalmente contienen microorganismos patógenos que sobreviven a las etapas anteriores de tratamiento. Las cantidades de microorganismos van de 10 000 a 100 000 coliformes totales y 1000 a 10 000 coliformes fecales por 100 mL (mililitros) de agua, como también se aíslan algunos virus y huevos de parásitos. Por tal razón es necesario proceder a la desinfección del agua. Esta desinfección es especialmente importante si estas aguas van a ser descargadas a aguas de uso recreativo, aguas donde se cultivan mariscos o aguas que pudieran usarse como fuente de agua para consumo humano.
Los métodos de desinfección de las aguas servidas son principalmente la cloración y la ozonización, pero también se ha usado la bromación y la radiación ultravioleta. El más usado es la cloración por ser barata, fácilmente disponible y muy efectiva. Sin embargo, como el cloro es tóxico para la vida acuática, el agua tratada con este elemento debe ser sometida a decloración antes de disponerla a cursos de agua natural.
Desde el punto de vista de la salud pública se encuentra aceptable un agua servida que contiene menos de 1000 coliformes totales por 100 mL y con una DBO inferior a 50 mg/L (miligramos por litro).
La estructura que se usa para efectuar la cloración es la «cámara de contacto». Consiste en una serie de canales interconectados por los cuales fluye el agua servida tratada de manera que ésta esté al menos 20 minutos en contacto con el cloro, tiempo necesario para dar muerte a los microorganismos patógenos.

#### Tratamiento de los fangos

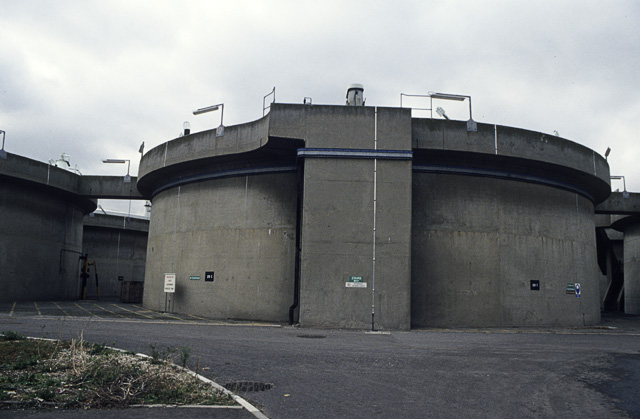
Depósito de digestión de lodos en una depuradora de Londres.

Los sedimentos que se generan en las etapas primaria y secundaria se denominan fangos. Estos fangos contienen gran cantidad de agua (99 %), microorganismos patógenos y contaminantes orgánicos e inorgánicos. Se han desarrollado varios métodos para el tratamiento de los fangos e incluyen: «digestión anaerobia», «digestión aerobia», «compostaje», «acondicionamiento químico» y «tratamiento físico». El propósito del tratamiento de los fangos es destruir los microbios patógenos y reducir el porcentaje de humedad.
La «digestión anaerobia» se realiza en un estanque cerrado llamado digestor y no requiere la presencia de oxígeno pues se realiza por medio de bacterias que se desarrollan en su ausencia. Para el óptimo crecimiento de estos microorganismos se requiere una temperatura de 35 °C (grados Celsius). Las bacterias anaerobias degradan la materia orgánica presente en el agua servida, en una primera fase, a ácido propiónico, ácido acético y otros compuestos intermedios, para posteriormente dar como producto final metano (60-70 %), anhídrido carbónico (30 %) y trazas de amoníaco, nitrógeno, anhídrido sulfuroso e hidrógeno. El metano y el anhídrido carbónico son inodoros; en cambio, el ácido propiónico tiene olor a queso rancio y el ácido acético tiene olor a vinagre.
La «digestión aerobia» se realiza en un estanque abierto y requiere la presencia de oxígeno y, por tanto, la inyección de aire u oxígeno. En este caso la digestión de la materia orgánica es efectuada por bacterias aerobias, que realizan su actividad a temperatura ambiente. El producto final de esta digestión es anhídrido carbónico y agua. No se produce metano. Este proceso bien efectuado no produce olores.
El compostaje es la mezcla del fango digerido aeróbicamente con madera o llantas trituradas, con el objetivo de disminuir su humedad para posteriormente ser dispuesto en un relleno sanitario.
El acondicionamiento químico se puede aplicar tanto a los fangos crudos como digeridos e incluye la aplicación de coagulantes tales como el sulfato de aluminio, el cloruro férrico y los polímeros, los que tienen como función ayudar a la sedimentación de las materias en suspensión y solución en el fango; la elutriación o lavado del fango, la cloración y la aplicación de floculante.
El tratamiento físico incluye el tratamiento por calor y el congelamiento de los fangos.
Una vez concluida la etapa de digestión microbiana, ya sea aerobia o anaerobia, los fangos aún contienen mucha agua (alrededor de un 90 %) por lo que se requiere deshidratarlos para su disposición final. Para ello se han diseñado dos métodos principales: «secado por aire» y «secado mecánico».

#### Deshidratación de los fangos
Se han hecho diversas estructuras para el secado por aire de los fangos. Entre ellas están: «lechos de arena», «lechos asistidos de arena», «lagunas de fangos», «lechos adoquinados» y «eras de secado».
Para el secado mecánico existen «filtros banda», «filtros prensa», «filtros de vacío» y «centrífugas».
Los fangos deshidratados deben disponerse en una forma ambientalmente segura. Para ello, según el caso, pueden llevarse a rellenos sanitarios, ser depositados en terrenos agrícolas y no agrícolas o incinerados. La aplicación en terrenos agrícolas requiere que el fango no presente sustancias tóxicas para las plantas, animales y seres humanos. Lo habitual es que sí las contengan por lo que lo normal es que sean dispuestos en rellenos sanitarios o incinerados.

## Tratamiento de aguas residuales por procesos biotecnológicos
El proceso natural de la limpieza del agua se consigue gracias a una bacteria que se alimenta de los desechos que contienen las aguas servidas. Gracias a esta bacteria aparecen los sistemas de tratamiento de aguas por biodigestión, donde por medio de diversos métodos se pone en contacto esta bacteria con el agua para acelerar el proceso natural. Utilizando una película fija de bacteria en diversas piezas de ingenierías distintas (estudiadas para tener mejor contacto con el agua a la hora de limpiarla) el agua se pone en contacto con la bacteria para provocar una biodigestión mucho más rápida que el proceso natural.
En presentación de rodillos, empaques, módulos o molinos la película fija tiene el mismo propósito, la diferencia entre las tecnologías radica en la forma en la que se acelera el propio proceso natural y desde luego en el espacio necesario para construir una planta de tratamiento de aguas con estas características.
En comparación con otras tecnologías y métodos para la limpieza de las aguas residuales, la película fija es sin duda una de las opciones más fuertes gracias a su tamaño, fácil utilización, coste y espacio necesario para su construcción.
La nueva Directiva Europea 2024/3019, del Parlamento Europeo y del Consejo, establece un marco más estricto para el tratamiento de aguas residuales urbanas (TARU), con el objetivo de mejorar la calidad del agua, preservar recursos hídricos, proteger el medio ambiente y avanzar hacia la neutralidad climática.